# Anton Jacob Spangenberg
Anton Jacob Spangenberg (* 26. Juni 1796 in Arnsbach bei Borken; † 21. Oktober 1882 in Eschwege) war ein Landbaumeister in Eschwege. Zu seinen Verdiensten gehört der Ausbau des Leuchtbergs zu einem Volkspark, die Schaffung von Rastplätzen und die Errichtung verschiedener Gebäude in Eschwege und dem Kreisgebiet.

## Leben

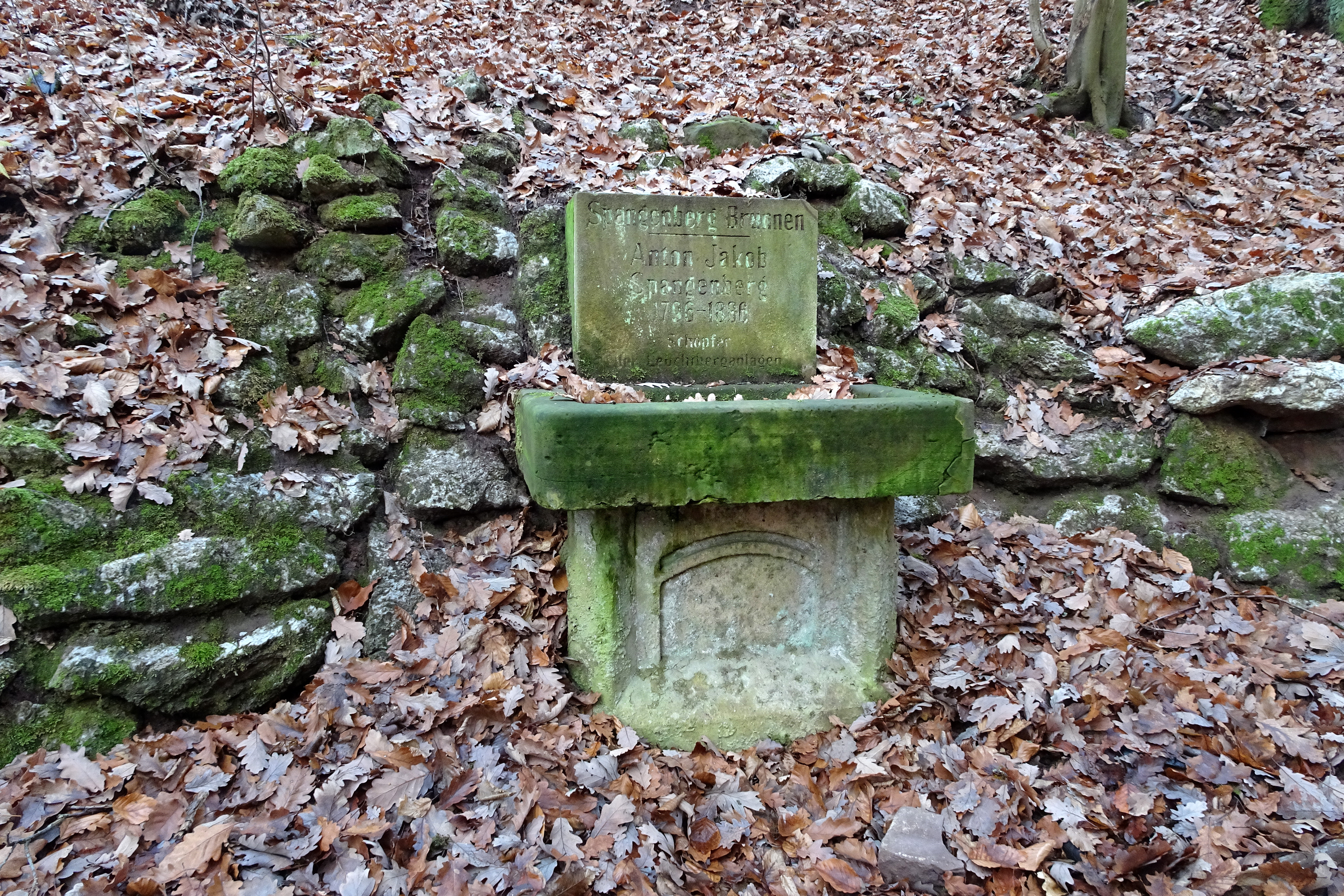
Spangenbergbrunnen am Großen Leuchtberg zu Ehren des „Schöpfers der Leuchtberg-Anlagen“.

Anton Jacob Spangenberg war der Sohn des evangelisch-reformierten Pfarrers Johann Ludwig Spangenberg (* 5. Dezember 1743 in Niederaula; † 4. Januar 1823 in Arnsbach) und dessen Ehefrau Susanna Christina, geborene Cnyrim (* 11. Juni 1751 in Kassel; † 2. November 1803 in Arnsbach). Nach dem Besuch einer Militärakademie und der Teilnahme an den Freiheitskriegen studierte er das Bau- und Ingenieurswesen und kam 1819 als Distriktingenieur für Wege- und Brückenbau nach Eschwege. Drei Jahre später wurde er auch mit dem Wasserbau beauftragt. Im Jahr 1826 heiratete er Jeannette Heuser, die Tochter des Oberschultheißen Ernst Heuser.
Im Jahr 1835 wurde Spangenberg die Ehrenbürgerwürde verliehen. Er gehörte zu den drei ersten Eschwegern, die die Stadt mit diesem Ehrentitel auszeichnete. Ebenfalls im Jahr 1835 ist Spangenberg zum Bataillonskommandeur der Bürgergarde ernannt worden. Die vor allem von wohlhabenden Bürgern gegründete Wehr sollte für Ruhe und Ordnung sorgen und gegen Übergriffe jeglicher Art schützen. Das im Ort als etwas „wichtigtuerisch“ empfundene „Bürger-Bataillon“ trug „biedermeierhafte Züge“ und war letztlich wenig effektiv. Im Juni 1838 wurde Spangenberg zum Landbaumeister ernannt und im Oktober 1856 in den Ruhestand versetzt. Ihm zu Ehren legte die Stadt 1925 den nach ihm benannten Brunnen am Leuchtberg an.

## Werk
Unter der Leitung Spangenbergs begann in den 1820er Jahren der Ausbau des Großen Leuchtbergs zu einem Naherholungsgebiet. Die Leuchtberg-Anlage, auch Volksgarten genannt, wurde mit Wegen und Treppen erschlossen und es wurde ein erstes Gebäude errichtet, in dem Konzerte stattfanden. Über Ehrenaktien konnte später, Mitte der 1870er Jahre, an dieser Stelle der Bau der Leuchtberghalle finanziert werden. Von dem großen, im Schweizer Stil errichteten Fachwerkgebäude sind nur noch Reste des Mauerwerks vorhanden.
An etlichen Plätzen entlang der Landstraßen ließ Spangenberg Rast- und Ruhepunkte anlegen, die meist aus einer schattenspendenden Baumgruppe und steinernen Sitzbänken bestanden. Die zusätzlichen hölzernen Schutzhütten gaben einst diesen Stätten den Namen „Hüttchen“, wie dem Albunger Hüttchen und den nicht mehr vorhandenen Hüttchen zwischen Eschwege und Niederhone und an der Straße nach Grebendorf.
Im Jahr 1828 wurde nach seinen Plänen auf den Fundamenten des ehemaligen Kanonissenstiftes die städtische Mädchenschule auf dem Schulberg erbaut. Der klassizistische Schulbau beherbergt heute die Musikschule Werra-Meißner. Verantwortlich war Spangenberg auch für den Neubau des sogenannten Stadtbaues auf dem Obermarkt (1845). Unter seiner Regie entstanden ferner die Schiffe der Kirche in Grandenborn (1840), der Kirche in Netra (1842/43) und der Johanniskirche in Heldra (1844/45) sowie der Neubau der Kirche in Nesselröden (1852).
Die von Spangenberg im Jahr 1829 erstellte Landkarte galt als die erste genaue Karte des Kreises Eschwege und der angrenzenden Gebiete. Sie diente viele Jahrzehnte den Schulen in Eschwege als Unterrichtsmittel.

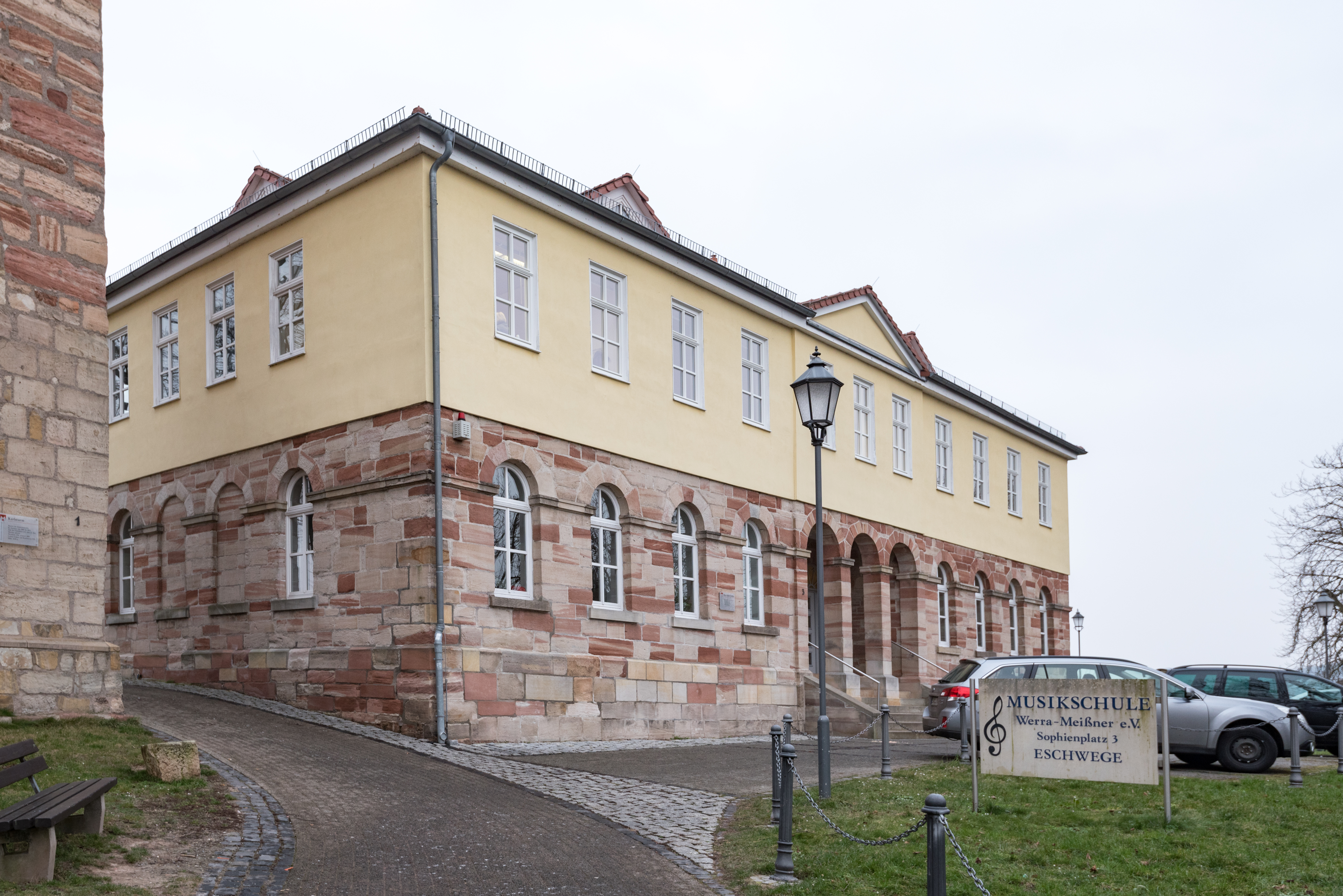
Die frühere städtische Mädchenschule
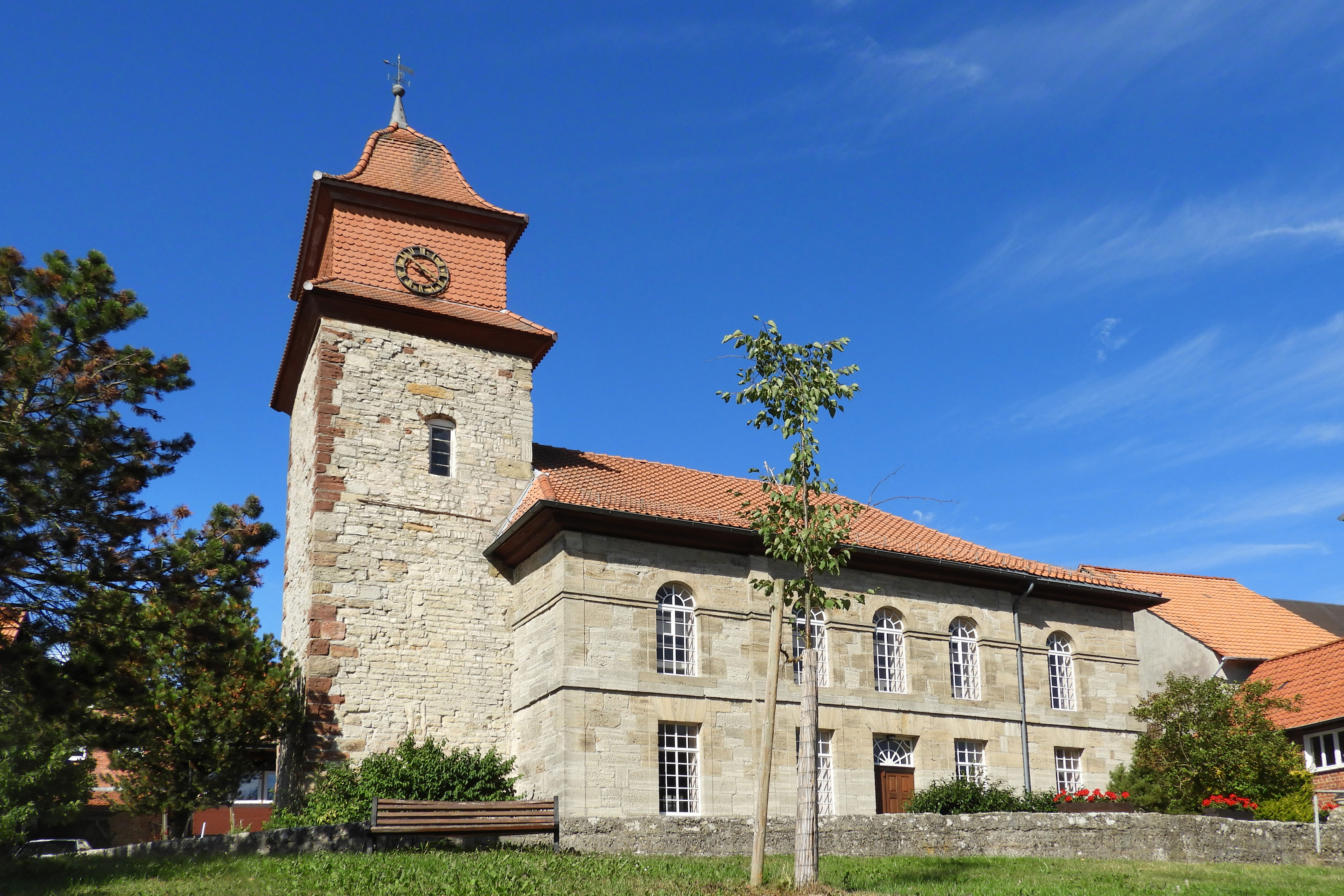
Evangelische Kirche in Grandenborn
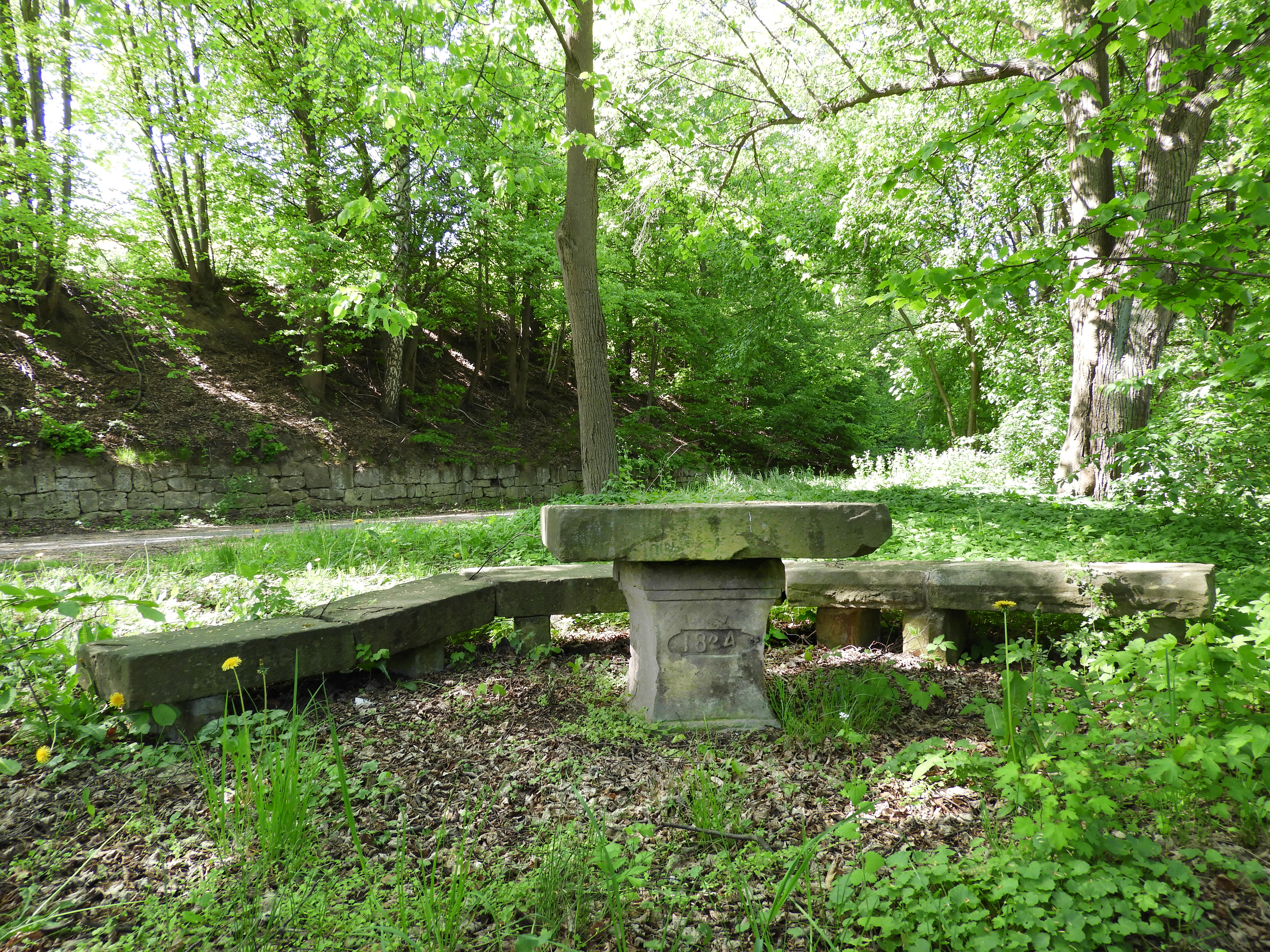
Albunger Hüttchen
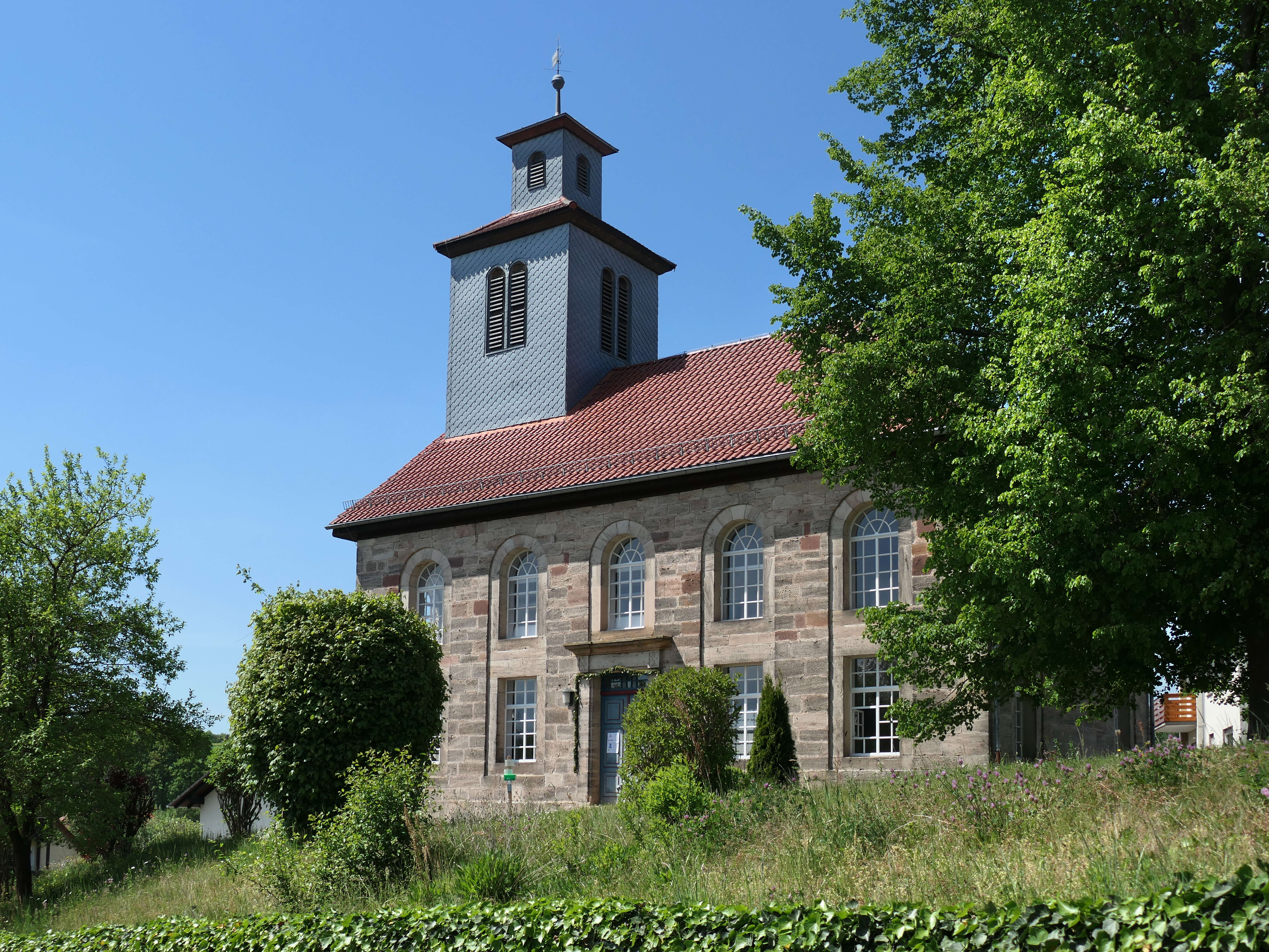
Evangelische Kirche Nesselröden